# Stefan Mohr
Stefan Mohr (ur. 22 października 1967 we Frankfurcie nad Menem) – niemiecki szachista, arcymistrz od 1989 roku.

## Kariera szachowa
W 1983 r. reprezentował Republikę Federalną Niemiec na rozegranych w Chicago drużynowych młodzieżowych (do 26 lat) mistrzostwach świata, na których szachiści niemieccy zdobyli srebrne medale. W 1987 r. zajął III m. w Dębicy, natomiast w 1988 r. zwyciężył w dwóch międzynarodowych turniejach, w Budapeszcie (turniej Elekes) i Schöneck/Vogtl. oraz podzielił III m. w kolejnym turnieju w Budapeszcie (turniej Compack, za Ferdinandem Hellersem i Anthony Kostenem, wspólnie z Gerardo Barbero). W 1989 r. podzielił II m. (za Bosko Abramoviciem, wspólnie z Hansem-Ulrichem Grünbergem) w memoriale Emanuela Laskera w Berlinie oraz wystąpił w narodowym zespole na drużynowych mistrzostwach Europy w Hajfie, zdobywając brązowy medal. W 1991 r. podzielił IV m. (za Philippem Schlosserem, Siergiejem Kiszniewem i Jozsefem Horvathem, wspólnie z Suatem Atalikiem) w turnieju Cansys w Budapeszcie. W kolejnych latach nie osiągnął znaczących sukcesów na arenie międzynarodowej.
Najwyższy ranking w karierze osiągnął 1 stycznia 1989 r., z wynikiem 2530 punktów dzielił wówczas 92-100. miejsce na światowej liście FIDE, jednocześnie zajmując 4. miejsce (za Robertem Hübnerem, Vlastimilem Hortem i Erikiem Lobronem) wśród niemieckich szachistów. Od 1999 r. praktycznie nie uczestniczy w turniejach klasyfikowanych przez Międzynarodową Federację Szachową.